# Mixto (militar)
En el ámbito militar, se llama mixto a la masa o pasta compuesta de pólvora, sebo, carbón y salitre con que se rellenaban las espoletas y se confeccionan otros combustibles aplicables a la artillería.
Si bien con el tiempo se perfeccionaron los mixtos incendiarios, no son una invención moderna. Compuestos con pez, alquitrán, aceite y otros ingredientes, los antiguos los usaron para incendiar las máquinas de sus enemigos. Son notables las pellas o pelotas de cáñamo empapadas en alquitrán y pólvora que Fernando V usó en Coín y Cártama en 1485, cuyos proyectiles incendiaban las casas y todo cuanto tocaban. 